# Kakodyl
Kakodyl, systematickým názvem tetramethyldiarsan, je organická sloučenina arsenu se vzorcem (CH3)2As–As(CH3)2; je součástí „Cadetovy dýmavé kapaliny“ (pojmenované po francouzském chemikovi Louisi Claudovi Cadetovi de Gassicourt). Jedná se o toxickou olejovitou kapalinu se silným česnekovitým zápachem. Na vzduchu se samovolně rozkládá.
Jako kakodyl se také označuje funkční skupina nebo radikál (CH3)2As.

## Příprava
Směs této látky s kakodyloxidem ((CH3)2As–O–As(CH3)) poprvé připravil Louis Claude Cadet de Gassicourt reakcí octanu draselného s oxidem arsenitým a následnou redukcí za vzniká směsi methylovaných sloučenin arsenu, mimo jiné i kakodylu.
Kakodyloxid se vytváří touto reakcí:
{\displaystyle \mathrm {4\ CH_{3}COOK\ +\ As_{2}O_{3}\ \longrightarrow \ ((CH_{3})_{2}As)_{2}O\ +\ 2\ K_{2}CO_{3}\ +\ 2\ CO_{2}} }
Později byl objeven lepší způsob přípravy, při němž se využívají dimethylarsanchlorid a dimethylarsan:
{\displaystyle \mathrm {\ (CH_{3})_{2}AsCl\ +\ (CH_{3})_{2}AsH\ \longrightarrow \ (CH_{3})_{4}As_{2}\ +\ HCl} }

## Historie
Jöns Jacob Berzelius navrhl název kakodyl pro dimethylarsanylový radikál ((CH3)2As) podle řeckých slov kakodés (zapáchající) a hylé (hmota).
Tuto látku šest let zkoumali Edward Frankland a Robert Bunsen; kakodyl je považován za první připravenou organokovovou sloučeninu (i když arsen není kov).
Z kakodylu je možné připravit další sloučeniny, jako jsou například kakodylfluorid a kakodylchlorid.
Zkoumání kakodylu vedlo Bunsena k zavedení „methylových radikálů“ do tehdejší teorie radikálů.

## Použití
Kakodyl byl využíván při pokusech o ověření Bunsenovy teorie radikálů, což vedlo k častému používání této látky v laboratořích; po zjištění toxických účinků se její používání omezilo. Během první světové války se uvažovalo o použití kakodylu jako chemické zbraně, k tomu ovšem nedošlo. V anorganické chemii lze kakodyl použít jako ligand v komplexech s přechodnými kovy.